# Dustwalker
Dustwalker – trzeci album zespołu Fen.
Album został wydany 21 stycznia 2013 roku nakładem wytwórni Code666 Records.

## Lista utworów
1. Consequence – 7:56
2. Hands of Dust – 11:38
3. Spectre – 10:21
4. Reflections (utwór Fen)|Reflections – 1:49
5. Wolf Sun – 7:10
6. The Black Sound – 10:08
7. Walking the Crowpath – 13:16

## Skład zespołu
1. Grungyn – wokal, bas
2. The Watcher – wokal, gitara
3. Derwydd – perkusja